# Гипербола (математика)

Гипербола и её фокусы

Сечения конусов плоскостью (с эксцентриситетом, большим единицы)

Гипе́рбола (др.-греч. ὑπερβολή, от ὑπερ — «верх» + βαλειν — «бросать») — геометрическое место точек {\displaystyle M} евклидовой плоскости, для которых абсолютное значение разности расстояний от {\displaystyle M} до двух выделенных точек {\displaystyle F_{1}} и {\displaystyle F_{2}} (называемых фокусами) постоянно. Точнее,
{\displaystyle {\bigl |}|F_{1}M|-|F_{2}M|{\bigr |}=2a,} причём {\displaystyle |F_{1}F_{2}|>2a>0.}
Наряду с эллипсом и параболой, гипербола является коническим сечением и квадрикой. Гипербола может быть определена как коническое сечение с эксцентриситетом, бо́льшим единицы.

## История
Термин «гипербола» (греч. ὑπερβολή — избыток) был введён Аполлонием Пергским (ок. 262 год до н. э. — ок. 190 год до н. э.), поскольку задача о построении точки гиперболы сводится к задаче о приложении с избытком.

## Определения
Гипербола может быть определена несколькими путями.

### Коническое сечение

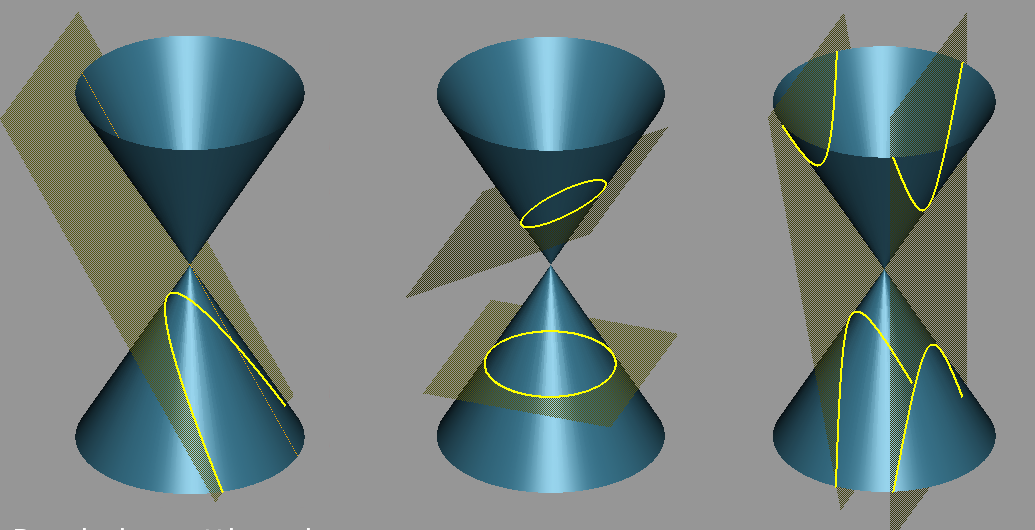
Три основных конических сечения

Гипербола может быть определена как множество точек, образуемое в результате сечения кругового конуса плоскостью, отсекающей обе части конуса. Другими результатами сечения конуса плоскостью являются парабола, эллипс, а также такие вырожденные случаи, как пересекающиеся и совпадающие прямые и точка, возникающие, когда секущая плоскость проходит через вершину конуса. В частности, пересекающиеся прямые можно считать вырожденной гиперболой, совпадающей со своими асимптотами.

### Как геометрическое место точек

#### Через фокусы
Гипербола может быть определена как геометрическое место точек, абсолютная величина разности расстояний от которых до двух заданных точек, называемых фокусами, постоянна.
Для сравнения: кривая постоянной суммы расстояний от любой её точки до фокусов — эллипс, постоянного отношения — окружность Аполлония, постоянного произведения — овал Кассини.

#### Через директрису и фокус
Геометрическое место точек, для которых отношение расстояния до фокуса и до заданной прямой, называемой директрисой, постоянно и больше единицы, называется гиперболой. Заданная постоянная {\displaystyle \varepsilon >1} называется эксцентриситетом гиперболы.

## Связанные определения

Асимптоты гиперболы (красные кривые), показанные голубым пунктиром, пересекаются в центре гиперболы, C. Два фокуса гиперболы обозначены как F_{1} и F_{2}. Директрисы гиперболы обозначены линиями двойной толщины и обозначены D_{1} и D_{2}. Эксцентриситет ε равен отношению расстояний точки P на гиперболе до фокуса и до соответствующей директрисы (показаны зелёным). Вершины гиперболы обозначены как ±a. Параметры гиперболы обозначают следующее:
a — расстояние от центра C до каждой из вершин
b — длина перпендикуляра к оси абсцисс, восставленного из каждой из вершин до пересечения с асимптотой
c — расстояние от центра C до любого из фокусов, F_{1} и F_{2},
θ — угол, образованный каждой из асимптот и осью, проведённой между вершинами

- Гипербола состоит из двух отдельных кривых, которые называют ветвями.
- Ближайшие друг к другу точки двух ветвей гиперболы называются вершинами.
- Кратчайшее расстояние между двумя ветвями гиперболы называется большой осью гиперболы.
- Середина большой оси называется центром гиперболы.
- Расстояние от центра гиперболы до одной из вершин называется большой полуосью гиперболы. Обычно обозначается {\displaystyle a}.
- Расстояние от центра гиперболы до одного из фокусов называется фокальным расстоянием. Обычно обозначается {\displaystyle c}.
- Оба фокуса гиперболы лежат на продолжении большой оси на одинаковом расстоянии от центра гиперболы. Прямая, содержащая большую ось гиперболы, называется действительной, или поперечной, осью гиперболы.
- Прямая, перпендикулярная действительной оси и проходящая через её центр, называется мнимой, или сопряжённой, осью гиперболы.
- Расстояние между фокусом и ближайшей к нему директрисой называется фокальным параметром.
- Расстояние от фокуса до асимптоты гиперболы называется прицельным параметром. Обычно обозначается {\displaystyle b}.
- В задачах, связанных с движением тел по гиперболическим траекториям, расстояние от фокуса до ближайшей вершины гиперболы называется перицентрическим расстоянием. Обычно обозначается {\displaystyle r_{p}}.

### Соотношения
Для характеристик гиперболы, определённых выше, существуют следующие соотношения
- {\displaystyle c^{2}=a^{2}+b^{2}}.
- {\displaystyle \varepsilon =c/a}.
- {\displaystyle b^{2}=a^{2}\left(\varepsilon ^{2}-1\right)}.
- {\displaystyle r_{p}=a\left(\varepsilon -1\right)}.
- {\displaystyle a={\frac {p}{\varepsilon ^{2}-1}}}.
- {\displaystyle b={\frac {p}{\sqrt {\varepsilon ^{2}-1}}}}.
- {\displaystyle c={\frac {p\varepsilon }{\varepsilon ^{2}-1}}}.
- {\displaystyle p={\frac {b^{2}}{a}}}.

## Равнобочная гипербола

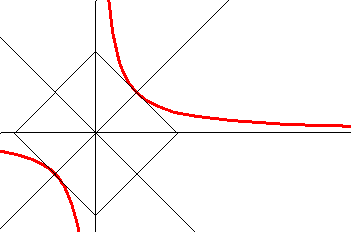
Равнобочная гипербола

Гиперболу, у которой {\displaystyle a=b}, называют равнобочной, или равносторонней. Равнобочная гипербола в некоторой прямоугольной системе координат описывается уравнением
{\displaystyle xy={\frac {a^{2}}{2}},}
при этом фокусы гиперболы располагаются в точках {\displaystyle (a,a)} и {\displaystyle (-a,-a)}. Равнобочная гипербола является графиком обратной пропорциональности, задаваемой формулой
{\displaystyle y={\frac {k}{x}},\quad k\neq 0.}
Эксцентриситет такой гиперболы равен {\displaystyle {\sqrt {2}}}.

### Гипербола Киперта

Точка на гиперболе Киперта

Равнобочная гипербола как гипербола Киперта может быть определена через треугольники в трилинейных координатах в виде геометрического места точек {\displaystyle N} (см. рис.):
Если три треугольника {\displaystyle XBC}, {\displaystyle YCA} и {\displaystyle ZAB} построены на сторонах треугольника {\displaystyle ABC}, являются подобными, равнобедренными с основаниями на сторонах исходного треугольника, и одинаково расположенными (то есть все они построены либо с внешней стороны, либо с внутренней стороны), то прямые {\displaystyle AX}, {\displaystyle BY} и {\displaystyle CZ} пересекаются в одной точке {\displaystyle N}.
Если общий угол при основании равен {\displaystyle \theta }, то вершины трёх треугольников имеют следующие трилинейные координаты:
{\displaystyle X{\big (}-\sin \theta :\sin(C+\theta ):\sin(B+\theta ){\big )},}
{\displaystyle Y{\big (}\sin(C+\theta ):-\sin \theta :\sin(A+\theta ){\big )},}
{\displaystyle Z{\big (}\sin(B+\theta ):\sin(A+\theta ):-\sin \theta {\big )}.}

## Уравнения

### Декартовы координаты
Гипербола задаётся уравнением второй степени в декартовых координатах {\displaystyle (x,y)} на плоскости:
{\displaystyle A_{xx}x^{2}+2A_{xy}xy+A_{yy}y^{2}+2B_{x}x+2B_{y}y+C\,=\,0},
где коэффициенты {\displaystyle A_{xx}}, {\displaystyle A_{xy}}, {\displaystyle A_{yy}}, {\displaystyle B_{x}}, {\displaystyle B_{y}}, и {\displaystyle C} удовлетворяют следующему соотношению
{\displaystyle D={\begin{vmatrix}A_{xx}&A_{xy}\\A_{xy}&A_{yy}\end{vmatrix}}<0}
и
{\displaystyle \Delta :={\begin{vmatrix}A_{xx}&A_{xy}&B_{x}\\A_{xy}&A_{yy}&B_{y}\\B_{x}&B_{y}&C\end{vmatrix}}\not =0.}

#### Канонический вид
Перемещением центра гиперболы в начало координат и вращением её относительно центра уравнение гиперболы можно привести к каноническому виду: 
{\displaystyle {\frac {{x}^{2}}{a^{2}}}-{\frac {{y}^{2}}{b^{2}}}=1},
где {\displaystyle a} — действительная полуось гиперболы; {\displaystyle b} — мнимая полуось гиперболы. В этом случае эксцентриситет равен
{\displaystyle \varepsilon ={\frac {c}{a}}={\sqrt {1+{\frac {b^{2}}{a^{2}}}}}.}

### Полярные координаты

Гипербола в полярных координатах

Если полюс находится в фокусе гиперболы, а вершина гиперболы лежит на продолжении полярной оси, то

Параметризация ветви гиперболы с помощью гиперболических функций

{\displaystyle r={\frac {p}{1-\varepsilon \cos \varphi }}}
Если полюс находится в фокусе гиперболы, а полярная ось параллельна одной из асимптот, то
{\displaystyle {\frac {1}{r}}={\frac {a}{b^{2}}}\left(1-\cos \theta \right)+{\frac {1}{b}}\sin \theta }

### Уравнения в параметрической форме
Подобно тому, как эллипс может быть представлен уравнениями в параметрической форме, в которые входят тригонометрические функции, гипербола в прямоугольной системе координат, центр которой совпадает с её центром, а ось абсцисс проходит через фокусы, может быть представлена уравнениями в параметрической форме, в которые входят гиперболические функции.
{\displaystyle {\begin{cases}x=\pm a\operatorname {ch} t,\\y=b\operatorname {sh} t,\end{cases}}\quad -\infty <t<+\infty .}
В первом уравнении знак «+» соответствует правой ветви гиперболы, а «−» — её левой ветви.

## Свойства
- Оптическое свойство. Свет от источника, находящегося в одном из фокусов гиперболы, отражается второй ветвью гиперболы таким образом, что продолжения отраженных лучей пересекаются во втором фокусе.
  - Иначе говоря, если {\displaystyle F_{1}} и {\displaystyle F_{2}} фокусы гиперболы, то касательная в любой точке {\displaystyle X} гиперболы является биссектрисой угла {\displaystyle \angle F_{1}XF_{2}}.
- Для любой точки, лежащей на гиперболе, отношение расстояний от этой точки до фокуса к расстоянию от этой же точки до директрисы есть величина постоянная.
- Гипербола обладает зеркальной симметрией относительно действительной и мнимой осей, а также вращательной симметрией при повороте на угол 180° вокруг центра гиперболы.
- Каждая гипербола имеет сопряжённую гиперболу, для которой действительная и мнимая оси меняются местами, но асимптоты остаются прежними. Сопряжённая гипербола не является результатом поворота начальной гиперболы на угол 90°; гиперболы различаются формой при {\displaystyle a\neq b}.
- Отрезок касательной в каждой точке гиперболы, заключенный между двумя асимптотами гиперболы, делится точкой касания пополам и отсекает от двух асимптот треугольник постоянной площади.

### Асимптоты

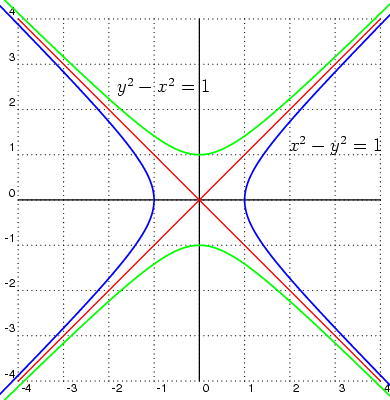
Две сопряжённые гиперболы (голубая и зелёная) обладают совпадающими асимптотами (красные). Эти гиперболы единичные и равнобочные, так как a = b = 1

Уравнения асимптот для гиперболы, заданной в каноническом виде
{\displaystyle {\frac {x^{2}}{a^{2}}}-{\frac {y^{2}}{b^{2}}}=1}
выводятся следующим образом. Пусть {\displaystyle x,y>0}. Предположим, что асимптота существует и имеет вид 
{\displaystyle y=kx+l}.
Тогда
{\displaystyle k=\lim _{x\to +\infty }{\frac {f(x)}{x}}=\lim _{x\to +\infty }{\frac {{\frac {b}{a}}{\sqrt {x^{2}-a^{2}}}}{x}}=}
{\displaystyle {}=\lim _{x\to +\infty }{\frac {b}{a}}\left({\frac {\sqrt {x^{2}-a^{2}}}{x}}\right)=}
{\displaystyle {}=\lim _{x\to +\infty }{\frac {b}{a}}\left({\sqrt {1-{\frac {a^{2}}{x^{2}}}}}\right)={\frac {b}{a}},}
{\displaystyle l=\lim _{x\to +\infty }\left(f(x)-kx\right)=\lim _{x\to +\infty }{\frac {b}{a}}\left({\sqrt {x^{2}-a^{2}}}-x\right)=}
{\displaystyle {}=\lim _{x\to +\infty }{\frac {b}{a}}\cdot {\frac {-a^{2}}{{\sqrt {x^{2}-a^{2}}}+x}}=0.}
Таким образом, уравнения двух асимптот имеют вид:
{\displaystyle y=\pm {\frac {b}{a}}x}
или
{\displaystyle {\frac {x}{a}}\pm {\frac {y}{b}}=0.}

### Диаметры и хорды

Диаметры гиперболы

Диаметром гиперболы, как и всякого конического сечения, является прямая, проходящая через середины параллельных хорд. Каждому направлению параллельных хорд соответствует свой сопряжённый диаметр. Все диаметры гиперболы проходят через её центр. Диаметр, соответствующий хордам, параллельным мнимой оси, есть действительная ось; диаметр соответствующий хордам, параллельным действительной оси, есть мнимая ось.
Угловой коэффициент {\displaystyle k} параллельных хорд и угловой коэффициент {\displaystyle k_{1}} соответствующего диаметра связан соотношением
{\displaystyle k\cdot k_{1}=\varepsilon ^{2}-1={\frac {b^{2}}{a^{2}}}.}
Если диаметр a делит пополам хорды, параллельные диаметру {\displaystyle b}, то диаметр {\displaystyle b} делит пополам хорды, параллельные диаметру {\displaystyle a}. Такие диаметры называются взаимно сопряжёнными. Главными диаметрами называются взаимно сопряжённые и взаимно перпендикулярные диаметры. У гиперболы есть только одна пара главных диаметров — действительная и мнимая оси.

Определение центра гиперболы

## Касательная и нормаль
Поскольку гипербола является гладкой кривой, в каждой её точке {\displaystyle (x_{0},y_{0})} можно провести касательную и нормаль. Уравнение касательной к гиперболе, заданной каноническим уравнением, имеет вид:
{\displaystyle {\frac {xx_{0}}{a^{2}}}-{\frac {yy_{0}}{b^{2}}}=1},
или, что то же самое,
{\displaystyle y=y_{0}+{\frac {b^{2}x_{0}}{a^{2}y_{0}}}\left(x-x_{0}\right)}.
| Вывод уравнения касательной |
| --- |
| Уравнение касательной произвольной плоской линии имеет вид {\displaystyle y-y_{0}=y'\left(x_{0},y_{0}\right)\cdot \left(x-x_{0}\right)} Каноническое уравнение гиперболы можно представить в виде пары функций {\displaystyle y=\pm {\sqrt {{\frac {b^{2}}{a^{2}}}x^{2}-b^{2}}}}. Тогда производная этих функций имеет вид {\displaystyle y'=\pm {\frac {{\frac {b^{2}}{a^{2}}}x}{\sqrt {{\frac {b^{2}}{a^{2}}}x^{2}-b^{2}}}}={\frac {b^{2}}{a^{2}}}{\frac {x}{y}}}. Подставив это уравнение в общее уравнение касательной, получим {\displaystyle y-y_{0}={\frac {b^{2}}{a^{2}}}{\frac {x_{0}}{y_{0}}}\left(x-x_{0}\right)} {\displaystyle {\frac {xx_{0}}{a^{2}}}-{\frac {yy_{0}}{b^{2}}}={\frac {x_{0}^{2}}{a^{2}}}-{\frac {y_{0}^{2}}{b^{2}}}=1} |

Уравнение нормали к гиперболе имеет вид:
{\displaystyle y=y_{0}-{\frac {a^{2}}{b^{2}}}{\frac {y_{0}}{x_{0}}}\left(x-x_{0}\right)}.
| Вывод уравнения нормали |
| --- |
| Уравнение нормали произвольной плоской линии имеет вид {\displaystyle y-y_{0}={\frac {1}{y'\left(x_{0},y_{0}\right)}}\left(x_{0}-x\right)}. Каноническое уравнение гиперболы можно представить в виде пары функций {\displaystyle y=\pm {\sqrt {{\frac {b^{2}}{a^{2}}}x^{2}-b^{2}}}}. Тогда производная этих функций имеет вид {\displaystyle y'=\pm {\frac {{\frac {b^{2}}{a^{2}}}x}{\sqrt {{\frac {b^{2}}{a^{2}}}x^{2}-b^{2}}}}={\frac {b^{2}}{a^{2}}}{\frac {x}{y}}}. Подставив это уравнение в общее уравнение нормали, получим {\displaystyle y-y_{0}=-{\frac {a^{2}}{b^{2}}}{\frac {y_{0}}{x_{0}}}\left(x-x_{0}\right)}. |

## Кривизна и эволюта

Синим цветом показана гипербола. Зелёным цветом — эволюта правой ветви этой гиперболы (эволюта левой ветви вне рисунка. Красным цветом показан круг, соответствующий кривизне гиперболы в её вершине)

Кривизна гиперболы в каждой её точке {\displaystyle (x,y)} определяется из выражения:
{\displaystyle K={\frac {ab}{\left({\frac {a^{2}}{b^{2}}}y^{2}+{\frac {b^{2}}{a^{2}}}x^{2}\right)^{3/2}}}}.
Соответственно, радиус кривизны имеет вид:
{\displaystyle R={\frac {1}{K}}={\frac {\left({\frac {a^{2}}{b^{2}}}y^{2}+{\frac {b^{2}}{a^{2}}}x^{2}\right)^{3/2}}{ab}}}.
В частности, в точке {\displaystyle (a,0)} радиус кривизны равен
{\displaystyle R\left(a,0\right)={\frac {b^{2}}{a}}=p}.
| Вывод формулы для радиуса кривизны |
| --- |
| Формула для радиуса кривизны плоской линии, заданной параметически, имеет вид: {\displaystyle R_{c}={\frac {\left(x'^{2}\ +y'^{2}\right)^{3/2}}{\left\|x'y''-x''y'\right\|}}}. Воспользуемся параметрическим представлением гиперболы: {\displaystyle {\begin{cases}x=a\cdot \mathrm {ch} \,(t)\\y=b\cdot \mathrm {sh} \,(t)\end{cases}}} Тогда, первая производная x и y по t имеет вид {\displaystyle {\begin{cases}x'=a\cdot \mathrm {sh} \,(t)={\frac {a}{b}}y\\y'=b\cdot \mathrm {ch} \,(t)={\frac {b}{a}}x\end{cases}}}, а вторая производная - {\displaystyle {\begin{cases}x''=a\cdot \mathrm {ch} \,(t)=x\\y''=b\cdot \mathrm {sh} \,(t)=y\end{cases}}} Подставляя эти значения в формулу для кривизны получаем: {\displaystyle R_{c}={\frac {\left({\frac {a^{2}}{b^{2}}}y^{2}\ +{\frac {b^{2}}{a^{2}}}x^{2}\right)^{3/2}}{\left\|a{\frac {y^{2}}{b}}-b{\frac {x^{2}}{a}}\right\|}}={\frac {\left({\frac {a^{2}}{b^{2}}}y^{2}\ +{\frac {b^{2}}{a^{2}}}x^{2}\right)^{3/2}}{ab\left\|{\frac {y^{2}}{b}}-{\frac {x^{2}}{a}}\right\|}}={\frac {\left({\frac {a^{2}}{b^{2}}}y^{2}\ +{\frac {b^{2}}{a^{2}}}x^{2}\right)^{3/2}}{ab}}}. |

Координаты центров кривизны задаются парой уравнений:
{\displaystyle {\begin{cases}x_{c}={\frac {x^{3}}{a^{2}}}\left(1+{\frac {b^{2}}{a^{2}}}\right)\\y_{c}=-{\frac {y^{3}}{b^{2}}}\left(1+{\frac {a^{2}}{b^{2}}}\right)\end{cases}}}
Подставив в последнюю систему уравнений вместо {\displaystyle x} и {\displaystyle y} их значения из параметрического представления гиперболы, получим пару уравнений, задающих новую кривую, состоящую из центров кривизны гиперболы. Эта кривая называется эволютой гиперболы.

Эллиптическая система координат

{\displaystyle {\begin{cases}x=\pm a\,\mathrm {ch} ^{3}\,t\left(1+{\frac {b^{2}}{a^{2}}}\right)\\y=b\,\mathrm {sh} ^{3}\,t\left(1+{\frac {a^{2}}{b^{2}}}\right)\end{cases}}}

## Обобщение
Гипербола есть синусоидальная спираль при  {\displaystyle n=-2}.

## Применение
- Семейство конфокальных (софокусных) гипербол вместе с семейством софокусных эллипсов образуют двумерную эллиптическую систему координат.
- Другие ортогональные двумерные координатные системы, построенные с помощью гипербол, могут быть получены с помощью других конформных преобразований. Например, преобразование {\displaystyle w=z^{2}} отображает декартовы координаты в два семейства ортогональных гипербол.
- Инверсией гиперболы с центром, лежащим в её собственном центре, в фокусе или на вершине можно получить соответственно лемнискату Бернулли, улитку Паскаля или строфоиду.

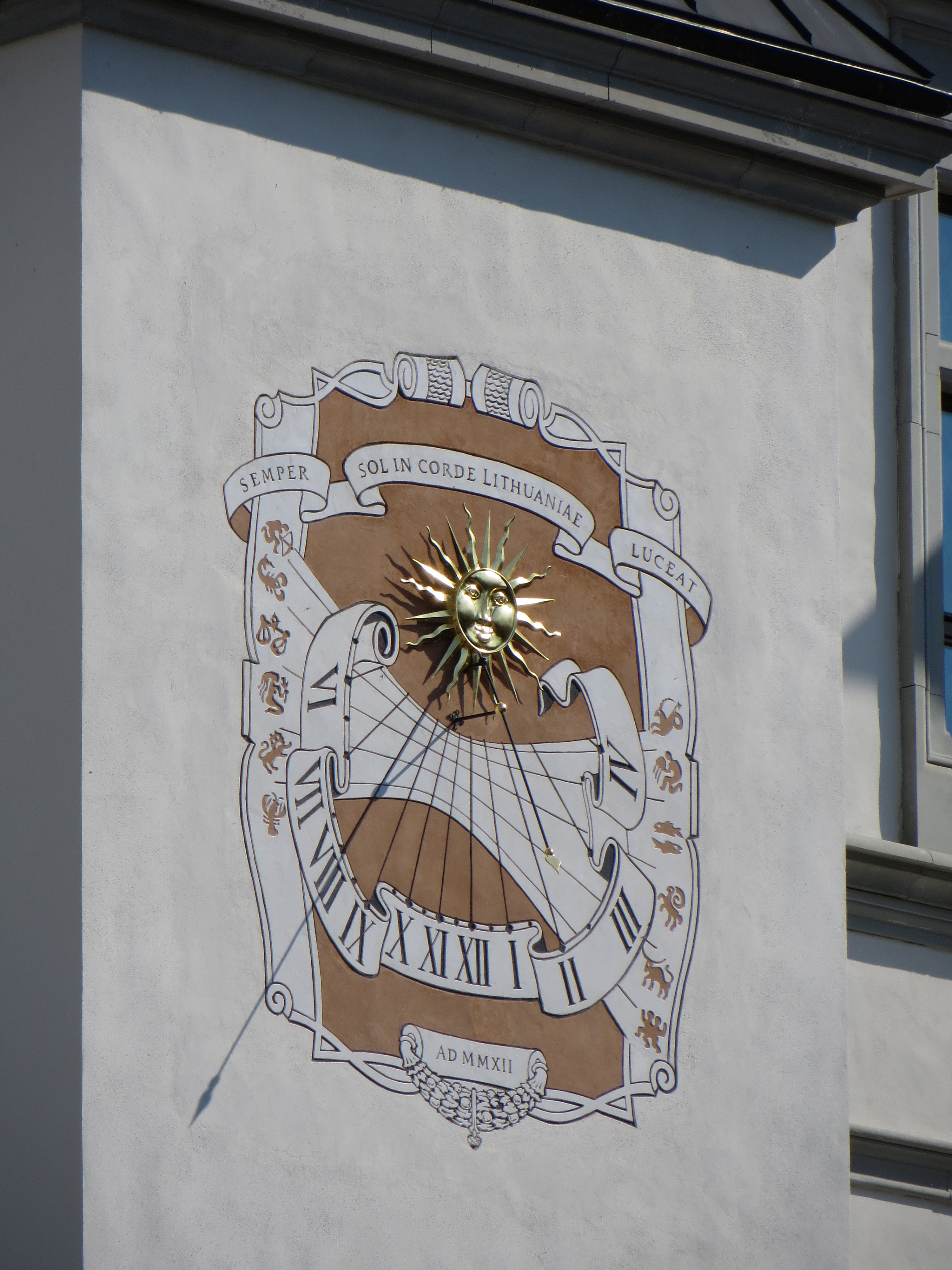
Гиперболы на вертикальных солнечных часах Дворца великих князей литовских в Вильнюсе, видна круглая тень верхушки гномона, описывающая гиперболу в течение дня

- Гиперболы можно видеть на многих солнечных часах. В течение любого дня года Солнце описывает окружность на небесной сфере, и его лучи, падающие на верхушку гномона солнечных часов, описывают конус света. Линия пересечения этого конуса с плоскостью горизонтальных или вертикальных солнечных часов является коническим сечением. На наиболее населённых широтах и в большую часть года это коническое сечение является гиперболой. На солнечных часах часто показаны линии, описываемые тенью от верхушки гномона в течение дня для нескольких дней года (например, дней летнего и зимнего солнцестояний), таким образом, на них часто можно видеть определённые гиперболы, вид которых различен для различных дней года и различных широт.

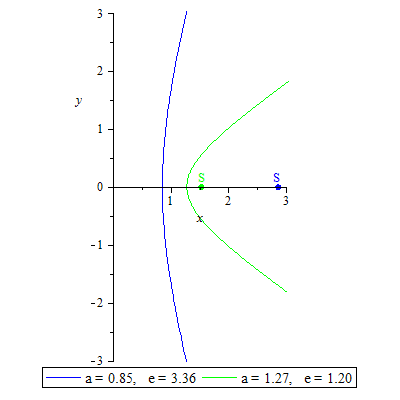
Гиперболы, соответствующие на плоскости траекториям первых межзвёздных объектов — 1I/Оумуамуа (зелёная линия) и 2I/Borisov (синия линия)

- АМС, преодолевая притяжение основного влияющего на неё тела и далеко улетая от него, при отсутствии возмущений, должна двигаться по гиперболической траектории или параболической траектории, поскольку в таком случае теоретически возможно удаление до бесконечности от данного тела[4]. В частности, гиперболическими относительно Солнца являются траектории АМС «Вояджер-1» и АМС «Вояджер-2», с эксцентриситетом 3,7 и 6,3 и большой полуосью 480,9 млн км и 601,1 млн км соответственно[5][6]. Гиперболическая траектория небесного тела в Солнечной системе может указывать на его межзвёздное происхождение. В конце 2010-х годов были открыты первый межзвёздный астероид и первая межзвёздная комета[7], их траектории — гиперболические. Однако известные ранее кометы с гиперболической траекторией небольшого эксцентриситета только собираются стать межзвёздными: испытав во время своей «жизни» в Солнечной системе возмущение от такой планеты, как Юпитер, они ложатся на межзвёздный курс[8].
- Работа систем радионавигации Loran и «Чайка» основана на гиперболах.